# Rabcsice
Rabcsice (szlovákul: Rabčice) község Szlovákiában, a Zsolnai kerületben, a Námesztói járásban.

## Fekvése
Námesztótól északra, a Babia Góra tövében, a lengyel határ mellett.

## Története
1616-ban említik először.
A 18. század végén Vályi András így ír róla: „RABCSICZA. Tót, és lengyel falu Árva Vármegyében, földes Ura a’ Királyi Kamara, lakosai katolikusok, fekszik Baba Gura hegye alatt, Felső Lipniczának szomszédságában, ’s Ns Klinovszky Uraknak lakóhelyek; határjának soványsága miatt, negyedik osztálybéli.”
Fényes Elek 1851-ben kiadott geográfiai szótárában így ír a faluról: „Rabcsicsa, tót falu, Árva vgyében, a Babagura tövében: 1138 kath., 8 zsidó lak. Kath. par. templom, 2 vizimalom. Sessioja 73 4/8. F. u. az árvai uradalom, de 12 1/8 sessiot a Klinovszky nemes család bir. Ut. p. Rosenberg.”
A trianoni diktátumig Árva vármegye Námesztói járásához tartozott.

## Népessége
| Év:            | 1994. | 2004.    | 2014.   | 2024.   |
| -------------- | ----- | -------- | ------- | ------- |
| Emberek száma: | 1665  | 1890     | 2001    | 2101    |
| Eltérés:       |       | +13,51 % | +5,87 % | +4,99 % |

| Év:            | 2023. | 2024.   |
| -------------- | ----- | ------- |
| Emberek száma: | 2100  | 2101    |
| Eltérés:       |       | +0,04 % |

1910-ben 1032, többnyire szlovák lakosa volt.
2011-ben 1961 lakosából 1885 szlovák.

## Nevezetességei
- Katolikus templom barokk stílusban (1804–16)
- Kápolna (1815)

## Külső hivatkozások
- A község honlapja
- Községinfó
- Rabcsice Szlovákia térképén
- E-obce.sk Archiválva 2008. szeptember 20-i dátummal a Wayback Machine-ben